# 초사

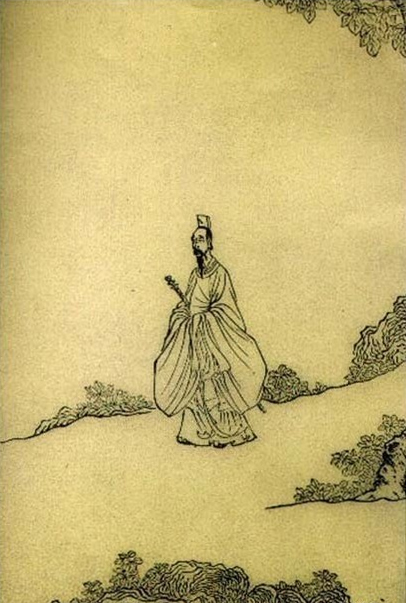

《초사》(楚辭)는 중국의 고전 시가 작품집이다.

## 성립
《시경》과 함께 중국 고전문학의 큰 기둥이다. 초나라 방언으로 쓰였으며, 전한 때에 유향이 편집하였다. 굴원의 시와 그를 추모하는 내용을 담은 시로 구성되어 있다.

## 특징
<초사>는 3자가 기저를 이루고 있으며, 낭송적인 작품으로 시와 산문의 중간 형태이다. <초사>는 굴원을 비롯한 귀족들에 의하여 창작되었으며 정열과 낭만으로 상상의 세계를 펼친 장강 유역 남방(南方) 문학의 정화(精華)라 불린다.
문체의 명칭으로서의 ‘초사’가 갖는 특징은, 2자와 2자, 3자와 2자, 3자와 3자 사이에 ‘혜(兮)’자를 두는 《구가》의 구법(句法), 또는 ‘혜’자 대신에 구 사이에 ‘지(之)’ ‘이(以)’ ‘이(而)’ 등의 조자(助字)를 넣고, 무운구말(無韻句末)에 ‘혜’자를 두는 《이소》식의 구법이다. 또 《초혼》에서는 ‘사(些)’자, 《대초》에서는 ‘지(只)’자를 구말에 두고 있다. 그 밖에 편미(編尾)에 ‘난(亂)’이라는 몇 구 내지 20구 가량의 종편사(終編辭)가 있는 것도 특징이다.
초 회왕의 충신 굴원의 《이소》와 25편의 부 및 후인의 작품에다가 자작 1편을 덧붙여 전한의 유향이 16권으로 편집하였다고 하며, 후한 때에 왕일의 <구사(九思)>를 더하여 모두 17권이 되었다.
현재 전하고 있는 <초사>의 가장 오래 된 판본은 왕일이 주석을 붙인 <초사장구(楚辭章句)> 16권이다. 그 내용은 왕일의 옛 책의 모습을 그대로 지닌 것이 아니며, 주희의 <초사변증(楚辭辯證)>에 의하면 남송의 진열(陳說)이 연대순으로 다시 배열한 것이라 한다.

## 내용
실린 작품들은 다음과 같다.
- 〈이소〉(離騷)
- 〈구가〉(九歌)
- 〈천문〉(天問)
- 〈구장〉(九章)
- 〈원유〉(遠遊)
- 〈복거〉(卜居)
- 〈어부〉(漁父)
- 〈구변〉(九辯)
- 〈초혼〉(招魂)
- 〈대초〉(大招)
- 〈석서〉(惜誓)
- 〈초은사〉(招隠士)
- 〈칠간〉(七諌)
- 〈애시명〉(哀時命)
- 〈구회〉(九懐)
- 〈구탄〉(九歎)
- 〈구사〉(九思)

## 한국어 번역본
- 《초사》, 류성준 옮김, ISBN 8990035023
- 《초사》, 권용호 옮김, 글항아리, 2015, ISBN 9788967352622

## 같이 보기
- 옥토끼

| 연대          | 선진       | 한                 | 육조 시대    | 수당         | 송   | 원 | 명청         | 현대            |
| ------------- | ---------- | ------------------ | ------------ | ------------ | ---- | -- | ------------ | --------------- |
| 운문          | 시경, 초사 | 사부, 고체시, 악부 | 고체시, 변부 | 근체시, 유부 | 사   | 곡 | 근체시, 연극 | 신사, 현대 가사 |
| 비운문(非--)  | 산문       | 산문               | 변문         | 전기, 변문   | 고문 | -- | 장회소설     | 백화문, 소설    |
| v • d • e • h |            |                    |              |              |      |    |              |                 |